# Punahou School
Punahou School, también conocida en el pasado como Oahu College, es una escuela y secundaria privada de enseñanza mixta, ubicada en Honolulu, en el estado de Hawái. Aproximadamente asisten a la escuela 3.750 estudiantes, ofreciendo un programa de enseñanza que inicia desde el período preescolar y que culmina con el último año de educación secundaria. Cabe mencionar que es considerada una de las escuelas independientes más grandes de los Estados Unidos y en el 2006, la institución fue calificada como una de las escuelas con más espacios verdes. El cuerpo estudiantil es diverso, y la selección de estudiantes se realiza en base de consideraciones académicas y no académicas. En el 2008, el programa de deportes de la escuela fue calificado por la revista Sports Illustrated como uno de los mejores entre 38.000 escuelas secundarias de todo el país.
Además de su currículo académico y atlético, la escuela ofrece un programa de artes escénicas y visuales. Los estudiantes tienen acceso a instalaciones especiales para la creación de joyería, alfarería, fotografía y cristalería. La banda musical de la escuela realiza un viaje cada cuatro años, y en enero de 2009 participó en la investidura presidencial  de Barack Obama como 44.º presidente de los Estados Unidos, al ser este el alumno más famoso de la escuela.  El anuario estudiantil es conocido como The Oahuan y ha recibido premios nacionales de parte de la asociación de periodistas Columbia Scholastic Press Association y también de la American Scholastic Press Association, los cuales incluyen la primera presea dorada de Columbia por el anuario de 2002, convirtiéndose en el primer premio en ser otorgado a una escuela del estado de Hawái.
En el curso 2012-2013, la matrícula tenía un valor de $19 200 dólares por todo el año lectivo, sin contar con las tarifas escolares opcionales y obligatorias. La matrícula no incluye el coste total de la educación, y éste déficit es cubierto por donaciones.

## Historia y tradición
Fundada en 1841, la escuela Punahou School fue originalmente creada para los hijos de los misioneros congregacionalistas que realizaban su servicio a lo largo de la zona del océano Pacífico. Desde 1859 a 1934 fue conocida como «Oahu College». 
En 1795, el terreno donde actualmente yace la escuela (y que coloquialmente era conocido como Ka Punahou) estuvo en posesión de Kamehameha I. Junto con el terreno de Ka Punahou, entregó 225 acres de tierra (que iban desde la ladera de Round Top hasta la iglesia central Union Church, y que incluían una extensión de 77 acres de la cuenca de Kewalo) a su consejero real Kame'eiamoku como reconocimiento de su lealtad. Después del fallecimiento de Kame'eiamoku, la tierra fue otorgada a su hijo Ullamaiheihei, el cual vivió por veinte años más en dicha ubicación. Cuando Ullamaheihei tuvo que dejar su residencia para posesionarse en el cargo de gobernador de Maui, entregó la tierra a su hija Kuini Liliha. Posteriormente, Ka Punahou fue otorgada como regalo al reverendo Hiram Bingham (quien fue el primer misionario cristiano de Hawái) por el entonces gobernador de Oahu llamado Boky y su esposa Liliha, siguiendo el consejo de la reina Ka'ahumanu. 
La primera clase educativa se llevó a cabo el 11 de julio de 1842, y estuvo conformada por quince estudiantes. En el año 1972 la escuela fue inscrita en el Registro Nacional de Lugares Históricos de los Estados Unidos. Muchos eventos tradicionales se llevan a cabo en el campus de la escuela. El primer viernes y sábado de cada mes de febrero, el campus celebra el carnaval anual de Punahou (en inglés, «Punahou Carnival»), y las ganancias del evento son destinadas al programa de ayuda financiera de la escuela.

## Deportes
La competición deportiva en Punahou comenzó en 1890, cuando un grupo de estudiantes formó el primer equipo de fútbol americano en Hawái. Desde entonces, Punahou ha ganado más de 400 títulos estatales y más de 850 campeonatos de liga; esto la convierte en la escuela con más victorias en campeonatos estatales del país.
El equipo de fútbol americano juega la segunda mitad de la temporada en el Aloha Stadium (donde también se juegan la Pro Bowl y la Aloha Bowl). Las instalaciones deportivas incluyen la piscina olímpica Waterhouse, un campo de fútbol, un campo de béisbol, dos campos de softball, y una pista de atletismo con ocho calles. Además, la escuela tiene un estadio para deportes competitivos, una instalación de halterofilia al aire libre, un gimnasio para educación física y deportes intramurales, y un centro de tenis con ocho pistas de superficie dura. La competición de rifle de aire comprimido se lleva a cabo en un campo de tiro cubierto.
Los estudiantes necesitan dos créditos deportivos para graduarse, lo que es un total de cuatro semestres. Pueden ganar estos créditos mediante educación física y la Liga Interescolar de Honolulú (ILH).
Los estudiantes pueden competir en 22 deportes: animación, tiro con rifle de aire comprimido, atletismo, béisbol, baloncesto, bolos, boxeo, canoa, campo a través, fútbol, fútbol americano, golf, gimnasia, judo, kayak, natación y salto de trampolín, tiro con rifle, remo, sóftbol, tenis, voleibol y waterpolo. Punahou tiene aproximadamente 120 equipos deportivos, y es miembro de la Liga Interescolar de Honolulú.
Los equipos de Punahou ganaron diecinueve campeonatos estatales en el curso 2008-2009, lo que supuso un récord para la escuela.